# دختر غازچران
دختر غازچران یا دختر غاز (به آلمانی: Die Gänsemagd) یک قصه و متل از مجموعه قصه‌های برادران گریم که توسط یاکوب و ویلهلم گریم گردآوری شده‌است. این قصه نخستین مرتبه در سال ۱۸۱۵ با عنوان سومین قصه از جلد دوم مجموعه چاپ گردید. چاپ دوم نیز در تاریخ ۱۸۱۹ منتشر شد. دختر غازچران در مجموعه آثار گریم با شمارهٔ داستان ۸۹ ثبت شده‌است. این داستان در شاخص آرنه-تامپسون-اوتر در دستهٔ ATU ۵۳۳ قرار می‌گیرد که مربوط به افسانه‌هایی با موضوع "عروسِ واقعیِ سرکوب‌شده" است.

## داستان
روزی روزگاری، ملکه‌ای بیوه دختر زیبایی داشت که قرار بود با شاهزاده‌ای از سرزمین دور ازدواج کند. ملکه به دخترش پارچه‌ای جادویی داد که بر آن سه قطره از خون خود را چکاند تا در سفر از دختر محافظت کند. شاهزاده‌خانم همراه با خدمتکاری به نامزدش سفر را آغاز کرد، سوار بر اسبی سخنگو به نام '''فالادا'''.
در میانهٔ راه، شاهزاده‌خانم از خدمتکار خواست که برایش آب بیاورد. اما خدمتکار گستاخی کرد و گفت: «خودت برو! من دیگر خدمتکار تو نیستم!» شاهزاده‌خانم ناچار شد با دستان ظریف خود از جوی آب بنوشد. در همین هنگام، پارچهٔ جادویی از دامنش افتاد و در آب گم شد. خدمتکار که فرصتی برای خیانت یافته بود، شاهزاده‌خانم را وادار کرد تا با او لباس و اسب عوض کند و سوگند بخورد که هیچ‌گاه رازشان را فاش نکند. اگرنه او را خواهد کشت.
خدمتکار خیانت‌کار با هویت شاهزاده وارد قصر شاه شد، در حالی که شاهزادهٔ واقعی به عنوان یک دختر غازچران در اصطبل باقی ماند. خدمتکار دستور داد اسب فالادا را بکشند تا رازشان فاش نشود. شاهزاده‌خانمِ غازچران، از قصاب خواست سر اسب را زیر دروازهٔ اصطبل نصب کند تا هنگام عبور بتواند با او سخن بگوید. هر روز که از دروازه می‌گذشت، می‌گفت: : «فالادا، فالادا، تو مرده‌ای، و شادی از زندگی من رفته است»،
و سر اسب پاسخ می‌داد:
: «آه، اگر مادرت بداند، قلبش از اندوه خواهد شکست.»
در چراگاه غازها، پسربچه‌ای به نام '''کونراد''' همراه او بود. او می‌دید که دختر موهای طلایی زیبایش را شانه می‌کند و می‌خواست کمی از موهایش را بکَند. اما شاهزاده‌خانم وردی می‌خواند: : «ای باد، ای باد، کلاه کونراد را ببر،
:: نگذار برگردد، تا که گیسوانم را شانه‌ام به‌سر شده باشد.»
باد کلاه را برد، و کونراد ناچار شد به‌دنبال آن بدود.
کونراد به شاه گفت که این دختر عجیب است و دیگر نمی‌خواهد همراهش باشد. شاه پنهانی آنان را زیر نظر گرفت و همه‌چیز را با چشم دید. آن شب، شاه از دختر خواست ماجرا را تعریف کند، ولی او به‌خاطر سوگندی که خورده بود، چیزی نگفت. شاه پیشنهاد داد که حرف‌هایش را به اجاق آهنی بگوید. دختر وارد اجاق شد و با آن درد دل کرد؛ اما شاه در بیرون ایستاده بود و همه چیز را شنید.
شاه با شنیدن حقیقت، دستور داد شاهزادهٔ واقعی لباس فاخر بپوشد و خدمتکار را فریب داد تا خود مجازاتش را انتخاب کند. خدمتکار که فکر می‌کرد این مجازات نصیب شاهزادهٔ واقعی خواهد شد، گفت: «او باید در بشکه‌ای از میخ پر شده، برهنه در شهر کشیده شود تا بمیرد.» شاه همین حکم را دربارهٔ خود او اجرا کرد.
شاهزاده و شاهزاده‌خانم واقعی ازدواج کردند و سال‌های زیادی با شادی حکومت کردند.

## تحلیل داستان
«دختر غازچران» یکی از افسانه‌های نمادین گریم است که تم‌هایی چون خیانت، جابجایی هویت، ستم‌دیدگی و پاداش فضیلت را به زیبایی بازتاب می‌دهد. پارچهٔ خونی، سر اسب سخنگو، موهای طلایی، و باد، نمادهایی از پیوند با مادر، ارتباط با ناخودآگاه، خودآگاهی زنانه و طبیعت هستند.
شخصیت شاهزاده‌خانم بسیار منفعل، مطیع و صبور است، ولی در نهایت، حقیقت با نیروی درونی و حمایت نمادین عناصر (فالادا، اجاق آهنی) پیروز می‌شود. این داستان، انتقال از وابستگی به مادر به پختگی و استقلال را به نمایش می‌گذارد.

## نسخه‌ها و شباهت‌ها
این افسانه با افسانه‌هایی همچون دستبند طلایی در آمریکا و شاهزادهٔ لورن و پیشخدمت دروغین در انگلستان مرتبط است. همچنین در نسخه‌هایی از فرانسه، ایتالیا، ژاپن و دیگر کشورها یافت می‌شود. در برخی نسخه‌ها، مادر زنده می‌ماند یا فالادا زنده می‌شود.

## اقتباس‌ها

### سینما و تلویزیون
- فیلم آلمانی دختر غازچران، ۱۹۵۷
- فیلم شاهزادهٔ غاز، ساختهٔ DEFA، سال ۱۹۸۹
- مجموعهٔ کارتونی سیمسالا گریم، قسمت "دختر غازچران"، سال ۱۹۹۹
- فیلم کوتاه Tom Davenport، اقتباس آمریکایی وفادار به نسخهٔ گریم
- انیمهٔ ژاپنی Manga Sekai Mukashi Banashi
- فیلم صامت آمریکایی گمشده The Goose Girl (۱۹۱۵)

### اقتباس‌های ادبی
- رمان دختر غازچران از شانون هیل
- رمان Thorn نوشتهٔ Intisar Khanani
- داستان کوتاه Falada از Nancy Farmer
- داستان بازگویی شده در Kissing the Witch از اما دانوهو
- Little Thieves نوشتهٔ مارگرت اوون از دید خدمتکار خیانت‌کار
- Feathers of Snow از Alice Ivinya

## تأثیر فرهنگی
این افسانه تأثیر فراوانی بر ادبیات، موسیقی و هنر داشته است. هانس فالا‌دا، نویسندهٔ آلمانی، نام خود را از این افسانه وام گرفت. برشت شعر ای اسب، تو شکایت کن را با اشاره به فالادا نوشت.